# Хріновина
Хріно́вина — гострий соус з подрібнених помідорів, хріну, часнику та солі. Належить до групи томатних соусів. Є традиційною приправою російської та української кухонь. Цю приправу також називають «хрінодером», «горлодером». У районі Уральських гір має розповсюджену назву «хріно́ва закуска». У Заураллі хріновину називають «вогником».

## Опис
Соус складається з хріну, часнику та свіжих помідорів (або тільки з червоних, або з червоних і зелених), пропущених через м'ясорубку, з додаванням солі та чорного перцю за смаком. Іноді також додають червоний перець, солодкий перець, оцет, цукор, моркву (останню в невеликій кількості для очищення м'ясорубки від шкурок помідорів). Кількість помідорів може змінюватись за бажанням — дивлячись, наскільки гострим ви бажаєте отримати соус. У Росії хріновину випускають промислові підприємства, у продаж вона надходить під найменуванням «Хрін червоний», «Хріновина», «Хрінодер».

## Зберігання
На холоді (у холодильнику) зберігається довго у запакованому вигляді і без консервування. Чим більше у ній хрону та часнику — тим довше зберігатиметься приправа.

## Галерея

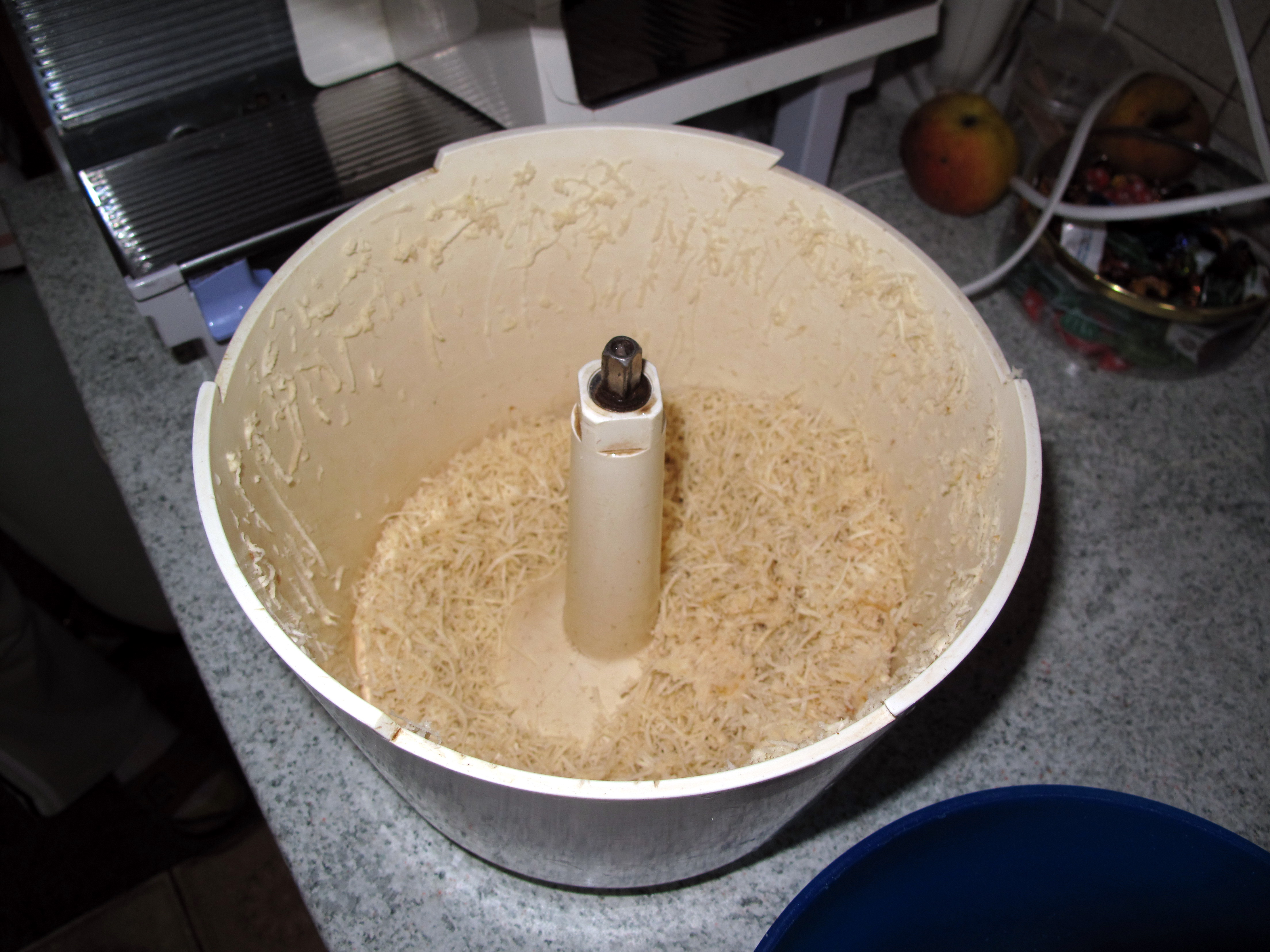
Склад: Перетертий корінь хрону
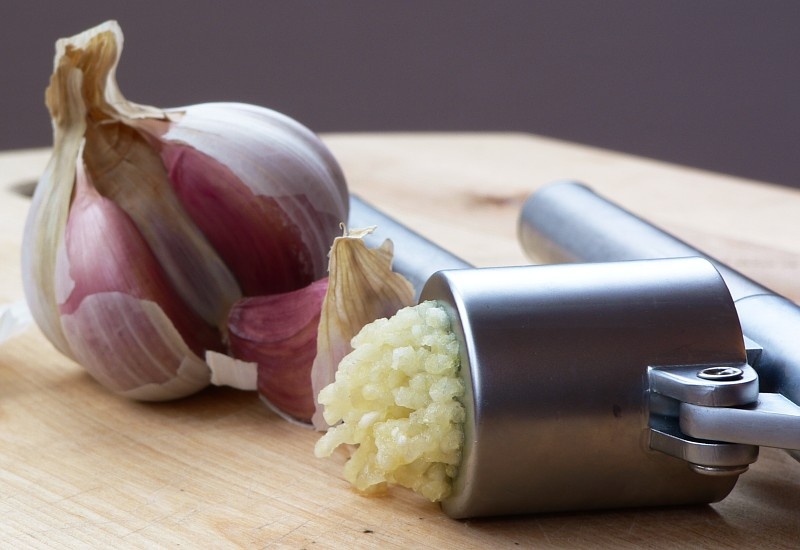
Склад: давлений часник
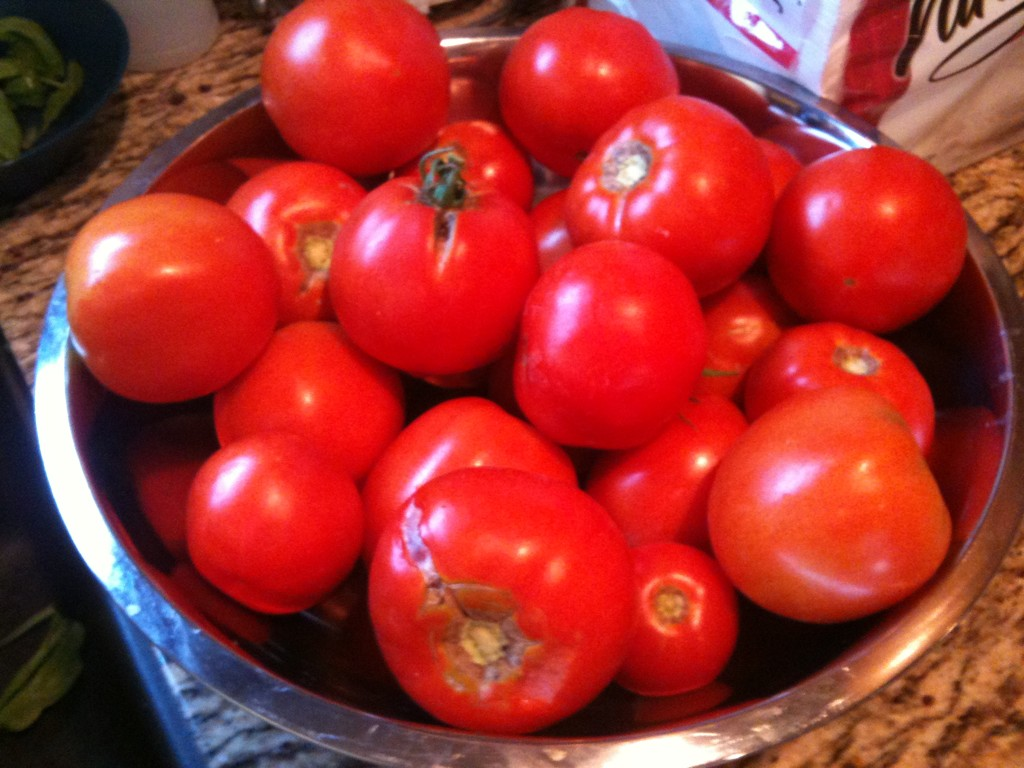
Склад: різані томати
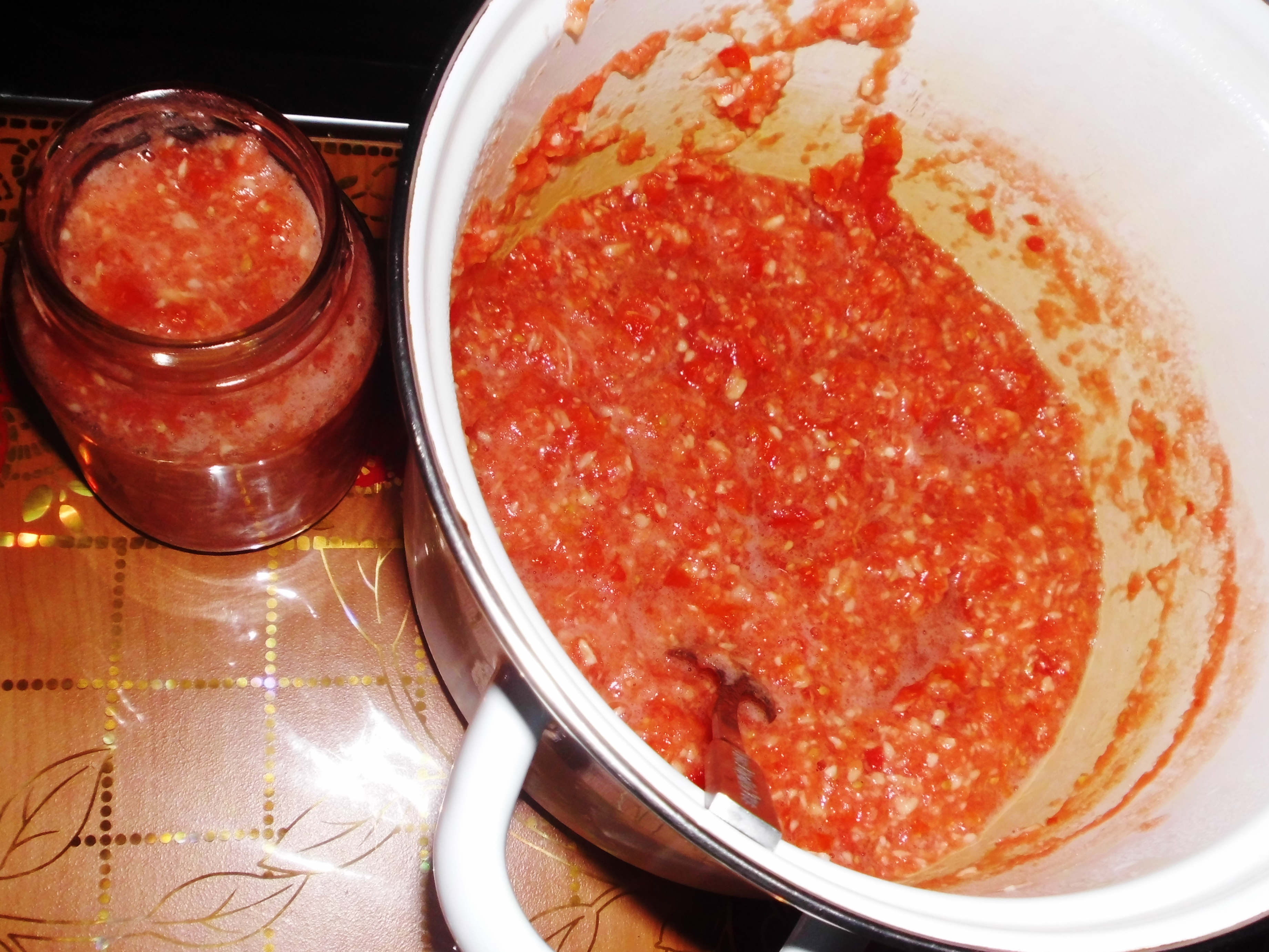
Готова хріновина
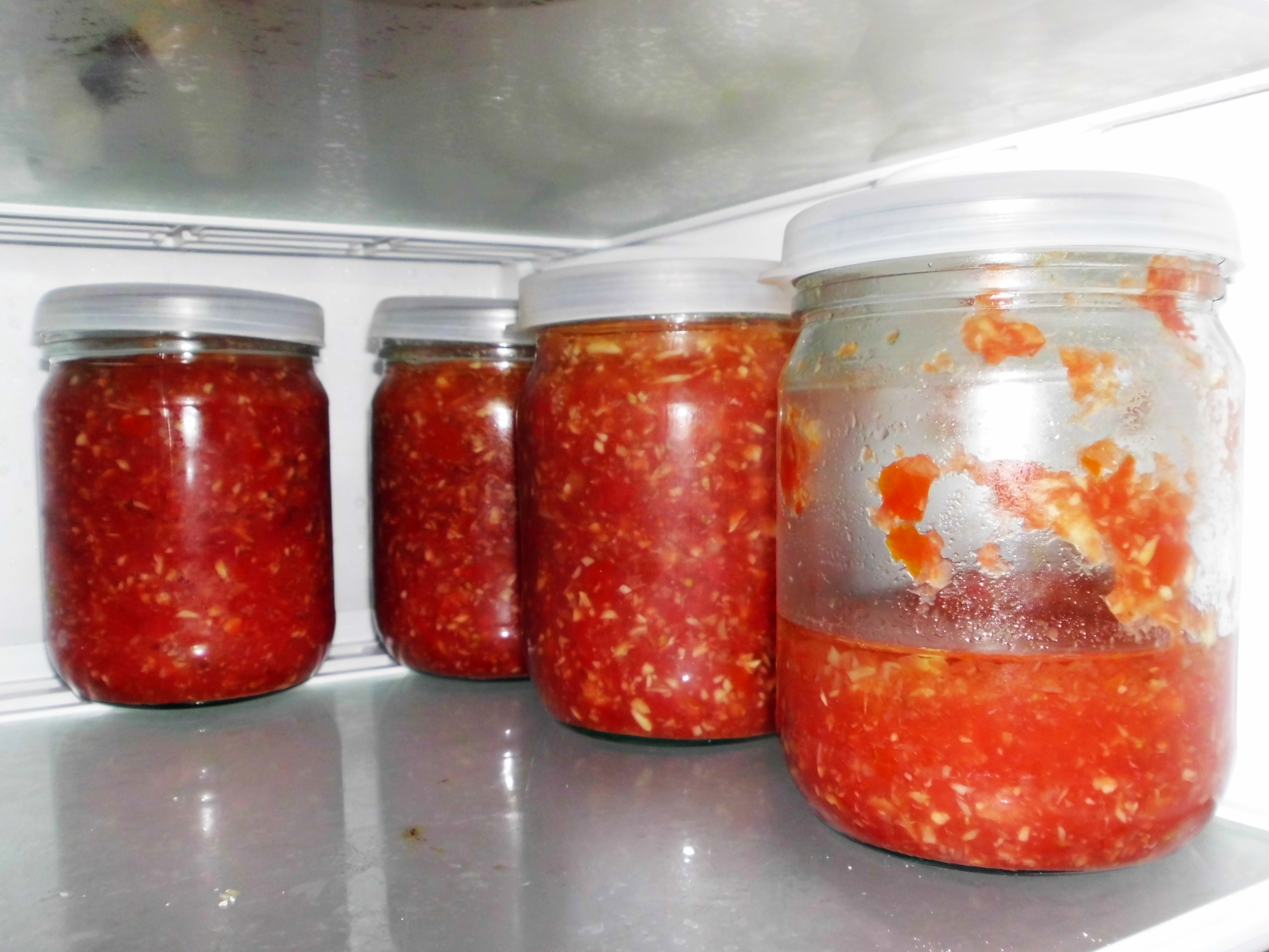
Хріновина що простояла у холодильнику рік
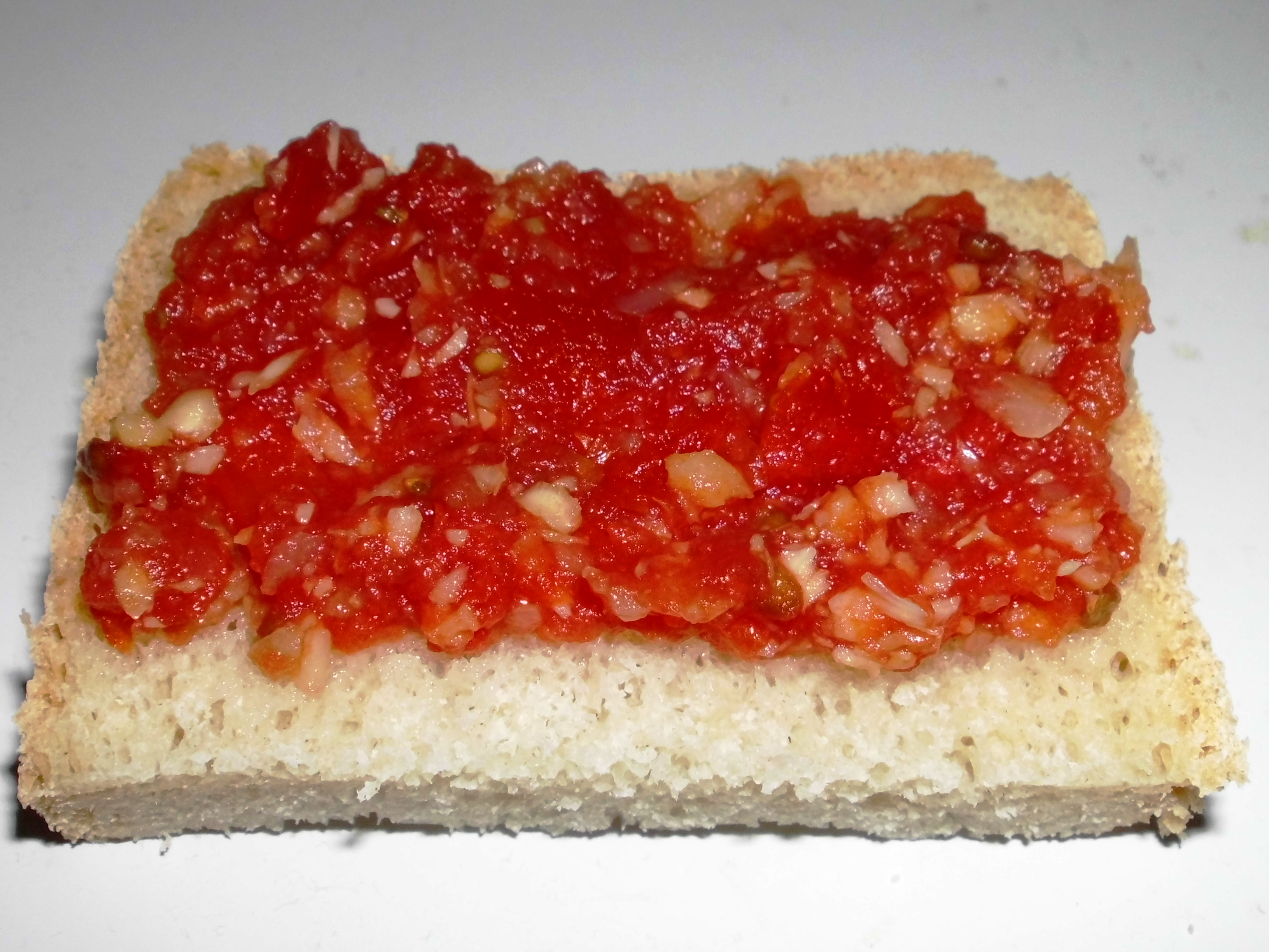
Хріновина на скибці хліба.